# Национален траур в България
В съвременната българска история национален траур се обявява от Министерския съвет на България по повод на големи човешки трагедии в памет на жертвите от тези трагедии. Местен траур (обикновено ограничен до определена община) се обявява от съответен орган на местно самоуправление.
При национален траур се спуска наполовина националният флаг на България и се отменят планираните тържества. Когато отмяната на тържествено събитие е невъзможна, то следва да започне с минута мълчание или слово в памет на жертвите.

### 1920 – 1948 г.
- 6 – 8 ноември 1920 г. – сръбска окупация на Западните покрайнини.[2]

### 1949 – 1989 г.
- 3 юли – 10 юли 1949 г. – смърт на ръководителя на Българската комунистическа партия и Министър-председател на България Георги Димитров.
- 6 март – 9 март 1953 г. смърт на ръководителя на СССР Йосиф Сталин.
- 21 април – 23 април 1964 г. – смърт на Председателя на Президиума на НС на НРБ Димитър Ганев[3].
- 7 март 1971 г. – в памет на българския патриарх Кирил Български.
- 13 февруари и 14 февруари 1984 г. – по повод смъртта на Юри Андропов.[4]
- 3 ноември 1984 г. – по повод смъртта на Индира Ганди.[5]

### 1990 – 1999 г.
- 25 декември 1990 г. – в памет на 10 удавени военнослужещи в река Върбица (край Момчилград) по време на учение
- 15 август 1995 г. – в памет на 14 загинали войници от Транспортните войски при катастрофа на околовръстното шосе на София на 11 август същата година между камиона, с който пътуват, и трактор
- 2 септември 1997 г. – в памет на 11 загинали миньори вследствие от експлозията на 1 септември същата година в мините на град Бобов дол

### 2000 – 2009 г.
- 14 септември 2001 г. – в солидарност за трагедията в САЩ от 11 септември същата година.[6]
- 23 декември 2001 г. – в памет на загинали на 21 декември същата година 7 деца вследствие от смачкване и задушаване от тълпата в дискотека „Индиго“ (София)[7]
- 30 декември 2003 г. – в памет на 5 загинали военнослужещи при Атентата срещу българската база Индия на 27 декември същата година.[8]
- 8 април 2004 г. – в памет на 12 загинали деца от Свищов при падане на автобус в река Лим (Черна гора) на 4 април същата година; траур обявяват българските градове Свищов и Смолян (откъдето са шофьорът и фирмата собственик на автобуса), както и съседните на мястото на катастрофата градове – Биело поле (Черна гора) и Приеполе (Сърбия)[9]
- 10 декември 2006 г. – в памет на 18 загинали в катастрофа между градски автобус и камион край град Бяла, Русенско на 7 декември. На 9 декември община Бяла обявява 5-дневен траур в памет на жертвите, всички от града[10]
- 5 март 2008 г. – в памет на 9 загинали пътници при пожара във влака София – Кардам от 28 февруари 2008 г.; Община Шумен обявява траур на 4 март, а община Добрич също на 5 март[11]
- 29 май 2009 г. – в памет на 16 загинали при катастрофа на автобус на 28 май, край местността „Бакаджиците“, в област Ямбол. В общината е обявен 3-дневен траур.
- 7 септември 2009 г. – в памет на 15 загинали при потъване на туристически кораб в Охридското езеро[12] от 5 септември същата година.

### 2010 – 2019 г.
- 18 април 2010 г. – по повод трагичната смърт на президента на Република Полша Лех Качински, неговата съпруга и полската делегация край град Смоленск, Русия на 10 април.
- 16 юни 2011 г. – във връзка с трагичната гибел на 9 български граждани при катастрофа на автобус на автомагистрала „Тракия“ на 15 юни[13]
- 8 февруари 2012 г. – във връзка с трагичната гибел на 10 български граждани при наводнението в с. Бисер, област Хасково, от 6 февруари същата година, причинено вследствие на скъсана язовирна стена.[14]
- 9 ноември 2012 г. – в памет на българския патриарх Максим Български, починал на 6 ноември.
- 6 март 2013 г. – в памет на Пламен Горанов, самозапалил се с искане на оставката на кмета на Варна Кирил Йорданов на 20 февруари.[15]
- 5 август 2013 г. – по повод на трагично загиналите двама миньори от мина „Ораново“ край град Симитли[16] след инцидент от 16 юли същата година при срутване на земна маса; Община Симитли обявява 3-дневен траур на 2 август.
- 23 юни 2014 г. – в памет на 12 жертви от наводнението в градовете Варна и Добрич на 19 юни същата година.[17]
- 3 октомври 2014 г. – в памет на 15 загинали при взривове в завод „Миджур“ в село Горни Лом, област Видин на 1 октомври същата година.[18]
- 1 февруари 2015 г. – в памет на първия демократичен държавен глава на България Желю Желев, починал на 30 януари.[19]
- 12 декември 2016 г. – в памет на 7 жертви при влаковия инцидент в село Хитрино на 10 декември, при който товарен влак дерайлира, започва изтичане на газ и избухва експлозия, която ранява още 29 души и нанася значителни материални щети по жилищата и инфраструктурата в селото.[20][21]
- 14 април 2018 г. – в памет на 6 жертви от автобусната катастрофа на автомагистрала „Тракия“ на 13 април, при която са ранени и други над 20 души, след като кола се удря в автобуса.[22]
- 27 август 2018 г. – в памет на 20 загинали в тежката катастрофа с автобус край гр. Своге на 25 август, превърнала се в най-смъртоносния пътен инцидент в България.[23]

### 2020 – 2029 г.
- 24 ноември 2021 г. – в памет на 9-те жертви на пожар в дом за възрастни хора в село Рояк на 22 ноември и 46-те жертви на инцидент с автобус на АМ „Струма“ на 23 ноември.[24]
- 8 септември 2023 г. – в памет на 4-те жертви на наводненията в община Царево на 5 септември.[25]
- 15 и 16 март 2024 г. – в памет на българския патриарх Неофит Български, починал на 13 март.[26]
- 18 март 2025 г. – в памет на 59-те жертви и над 150 ранени при инцидент в нощен клуб в град Кочани, Северна Македония.[27]